# Bundesautobahn 12

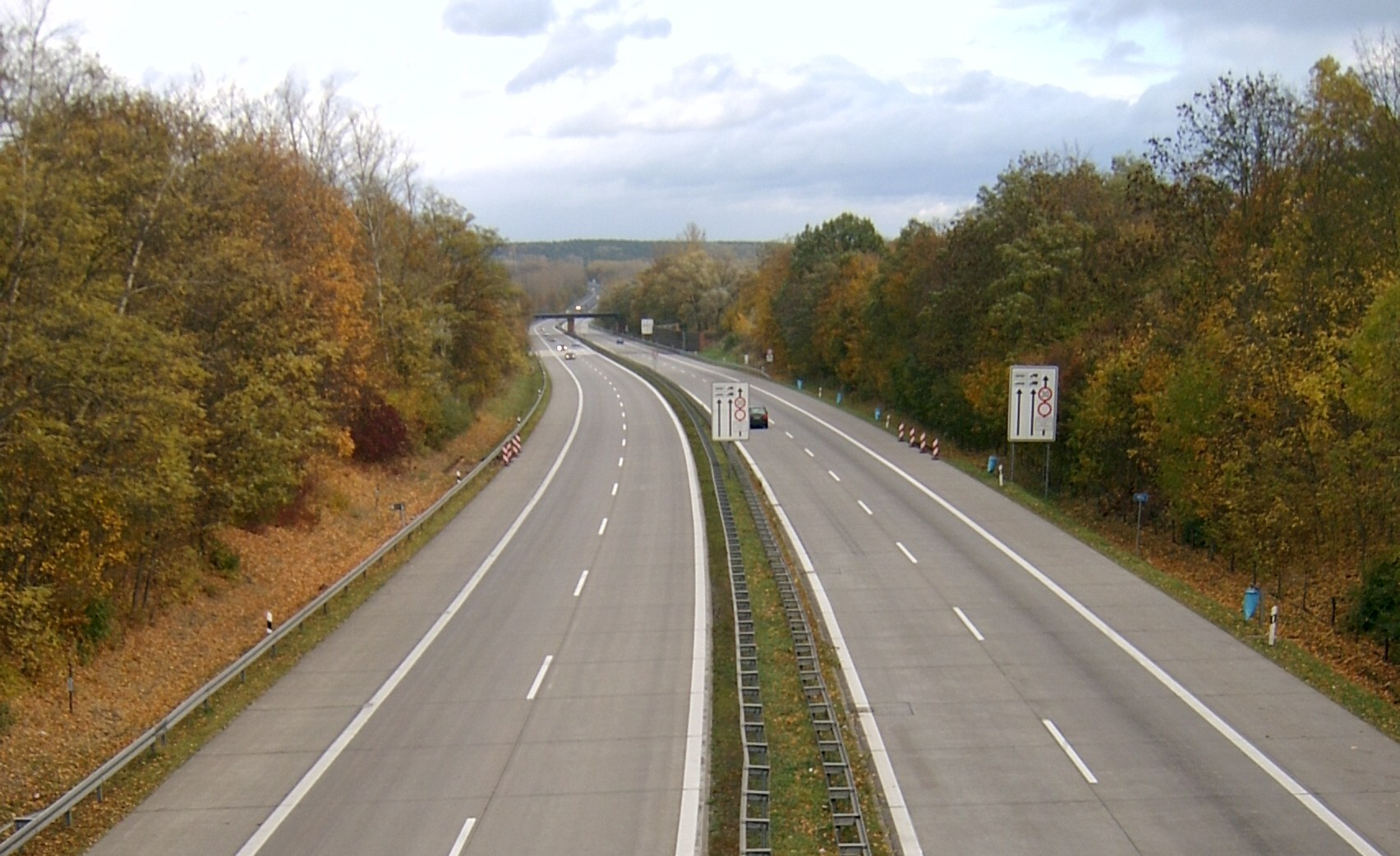
L'autoroute A12 dans les environs de Francfort-sur-l'Oder.

Pour les articles homonymes, voir A12.
L'autoroute allemande 12 (Bundesautobahn 12 en allemand et BAB 12 en abrégé) est un axe autoroutier qui relie Berlin à la Pologne.
L'autoroute A12 débute dès la ceinture périphérique berlinoise de la Berliner Ring, se dirige vers l'est en traversant le land de Brandebourg, passe au sud de Francfort-sur-l'Oder puis atteint la frontière germano-polonaise près du village de Świecko, où depuis le 1er décembre 2011, elle est prolongée par l’autoroute polonaise A2 vers Poznań, Łódź et Varsovie.
L'A12 allemande et l'A2 polonaise constituent le maillon central de la Route européenne 30.

## Autoroute de la liberté

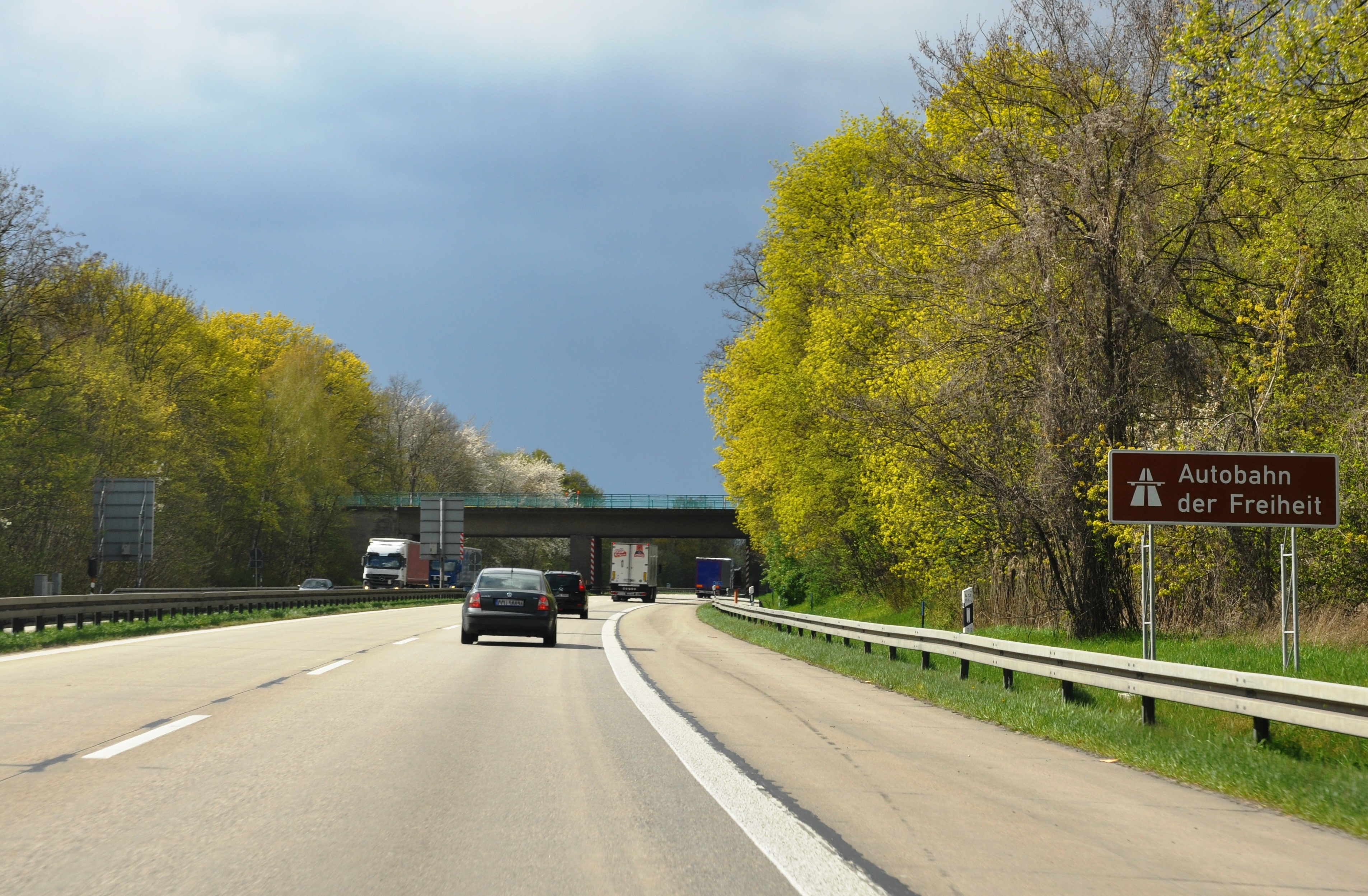
Autoroute de la Liberté.

Le 4 juin 2014, le président polonais Bronisław Komorowski et le président allemand Joachim Gauck inaugurent près de Brwinów l'autoroute de la Liberté, reliant Berlin à Varsovie.
Elle porte le nom Autostrada Wolnosci, côté polonais et Autobahn der Freiheit du côté allemand. 